# پرواز (فیلم ۱۹۸۶)
پرواز (به انگلیسی: Flying) (همچنین با عنوان رؤیائی نوجوانی شناخته می‌شود) یک فیلم سینمایی آمریکایی در ژانر درام به کارگردانی پل لینچ می‌باشد. بازیگران اصلی این فیلم اولیویا دابو، ریتا تاشینگهم و کیانو ریوز هستند.

## تولید
فیلمبرداری از اکتبر ۱۹۸۴ تا دسامبر ۱۹۸۴ صورت گرفت.